# Vạn Xuân
Vạn Xuân (萬春) là quốc hiệu của Việt Nam trong một thời kỳ độc lập dưới thời nhà Tiền Lý và Triệu Việt Vương từ năm 544 đến năm 602. Tháng 2 năm 544, sau khi đánh bại quân nhà Lương, Lý Bí xưng là Hoàng đế và đặt tên nước là Vạn Xuân, đóng đô ở Ô Diên thành, Hạ Mỗ, huyện Đan Phượng, Hà Nội.
Các tướng Công thần Khai quốc cùng Lý Bí lập nước Vạn Xuân bao gồm: Phạm Tu, Đào Công Tuấn, Triệu Túc, Tinh Thiều